# Helmut Richard Niebuhr
Helmut Richard Niebuhr (Wright City, 3 september 1894 – Greenfield, Massachusetts, 5 juli 1962) was een Amerikaans, protestants theoloog en ethicus in het 20e-eeuwse Amerika. Hij werd vooral bekend om zijn standaardwerk Christ and Culture uit 1951 en zijn op 1 maart 1978 postuum gepubliceerde boek The Responsible Self. 
Richard Niebuhr, de jongere broer van theoloog Reinhold Niebuhr, gaf verschillende decennia les aan de Yale Divinity School (YDS) te New Haven (Connecticut). Beide broeders waren in hun tijd belangrijke figuren in de neo-orthodoxe theologische school binnen het Amerikaanse protestantisme. Zijn theologie (samen met die van zijn collega in Yale, Hans Wilhelm Frei) is een van de belangrijkste bronnen van postliberale theologie, ook wel de "Yale school" genoemd, geweest. Hij beïnvloedde figuren als James M. Gustafson, Stanley Hauerwas en Gordon Dester Kaufman.
- Bibsys: 90399412
- Biblioteca Nacional de España: XX1156898
- Bibliothèque nationale de France: cb11972902z (data)
- CiNii: DA00826419
- Gemeinsame Normdatei: 119066998
- International Standard Name Identifier: 0000 0001 2140 0642
- Library of Congress Control Number: n81018476
- Nationale Bibliotheek van Letland: 000095448
- Bibliotheek van het Japanse parlement: 00451322
- Nationale Bibliotheek van Tsjechië: skuk0001006
- Nationale bibliotheek van Australië: 36234421
- Nationale Bibliotheek van Israël: 987007272306505171
- Nationale en Universitaire bibliotheek Zagreb: 000460288
- Nederlandse Thesaurus van Auteursnamen: 06854412X
- Réseau des bibliothèques de Suisse occidentale: 02-A012332191
- Istituto Centrale per il Catalogo Unico: TO0V033383
- LIBRIS: 357075
- SNAC: w6cn7j3d
- Système universitaire de documentation: 030668271
- Trove: 1234275
- Virtual International Authority File: 76325086
- WorldCat: E39PBJdCt7fYxQpM9hPdF8Kcfq